# 129071 Catriegle
129071 Catriegle este o planetă minoră (asteroid) din centura de asteroizi. A fost descoperită pe 3 noiembrie 2004 la Catalina Station⁠(d) de Catalina Sky Survey. 
Obiectul prezintă o orbită caracterizată de o semiaxă mare de 3,139543810417 UAi, o excentricitate de 0,06, o înclinație de 14,3 ° în raport cu ecliptica.